# Fredrick Kingstad
Fredrick Kingstad (1983) è un ex sciatore alpino svedese.

## Biografia
Attivo in gare FIS dal febbraio del 1999, in Coppa Europa Kingstad esordì il 2 dicembre 2007 a Åre in slalom speciale, senza completare la gara, ottenne il miglior piazzamento il 21 febbraio 2008 a Madesimo in slalom gigante (21º) e prese per l'ultima volta il via il 19 febbraio 2010 a Monte Pora in slalom speciale, senza completare la gara. Si ritirò durante la stagione 2010-2011 e la sua ultima gara in carriera fu uno slalom gigante FIS disputato a Sollefteå il 27 febbraio, vinto da Kingstad; in carriera non debuttò in Coppa del Mondo né prese parte a rassegne olimpiche o iridate.

## Palmarès

### Coppa Europa
- Miglior piazzamento in classifica generale: 180º nel 2008

### Campionati svedesi
- 2 medaglie:
  - 1 argento (slalom gigante nel 2008)
  - 1 bronzo (supergigante nel 2010)